# Wolfgang Grube
Wolfgang Grube (* 3. September 1945) ist ein deutscher Unternehmer und Basketballfunktionär.

## Leben
Grube spielte Basketball beim 1. Basketball-Club Bremerhaven und war bundesdeutscher B-Nationalspieler. Mit dem OSC Bremerhaven stieg er 1981 von der Regionalliga in die 2. Basketball-Bundesliga auf. Er arbeitete ab 1975 beim Fuhrunternehmen Georg Grube GmbH, dessen Inhaber er wurde. Der Diplom-Kaufmann baute die Firma aus, unter seiner Leitung kamen unter anderem die Geschäftsbereiche Entsorgung sowie das Vertreiben von Produkten mehrerer Sportartikelhersteller, darunter Converse und And1, hinzu.
Als Mäzen unterstützt er seit Jahrzehnten den Basketballsport in der Stadt Bremerhaven, 1986 wurde der OSC Bremerhaven auch dank Grubes finanzieller Unterstützung und seiner Leitung als Vorsitzendem der OSC-Basketballabteilung Meister der 2. Basketball-Bundesliga Nord, verzichtete aber aus wirtschaftlichen Gründen auf den Aufstieg in die Basketball-Bundesliga. Grube wird zugeschrieben, in Bremerhaven die Entwicklung in Richtung des professionellen Basketballs entscheidend vorangetrieben zu haben. Er war auch als Mäzen am Zweitliga-Aufstieg der BSG Bremerhaven 1999 sowie am Bundesliga-Aufstieg der Eisbären Bremerhaven 2005 beteiligt. Ihm wurde gemeinsam mit Trainer Sarunas Sakalauskas und Manager Jan Rathjen ein „großer Anteil“ am Bundesliga-Aufstieg zugerechnet.
Im Januar 2018 übernahm er den Geschäftsführerposten bei der Betreibergesellschaft der Eisbären Bremerhaven, nachdem er zuvor bereits Gesellschafter und langjähriger Sponsor gewesen war. Ab Sommer 2018 leitete Grube die Geschicke gemeinsam mit seinem Sohn Mark, der fortan den Bereich Finanzen verantwortete, sowie dem Immobilienunternehmer Marc Bergmann, der als stellvertretender Geschäftsführer einstieg. Durch die Vermittlung von John Treloar baute Grube 2018 eine Kooperation zwischen den Eisbären und der US-amerikanischen DME Sports Academy aus Florida auf und holte die Akademie als Gesellschafter der Eisbären-Betreibergesellschaft ins Boot. Am Ende der Saison 2018/19 stiegen die Eisbären nach 14-jähriger Bundesligazugehörigkeit aus der höchsten deutschen Spielklasse ab. Grube, der die Mannschaft als sein Lebenswerk bezeichnete, erhob anschließend gegen die EWE Baskets Oldenburg den Vorwurf der Wettbewerbsverzerrung, da Oldenburgs Niederlage gegen den Bremerhavener Abstiegskonkurrenten Crailsheim am letzten Spieltag zum Abrutschen der Eisbären auf einen Abstiegsplatz beitrug und die Niedersachsen in dieser Begegnung unter anderem Ergänzungsspieler zum Einsatz gebracht hatten. Im August 2019 gab Grube sein Amt als Eisbären-Geschäftsführer ab, blieb aber Gesellschafter. Er gab im Sommer 2020 bekannt, seine Anteile als Gesellschafter abzutreten.